# Lettera dalla prigione di Birmingham

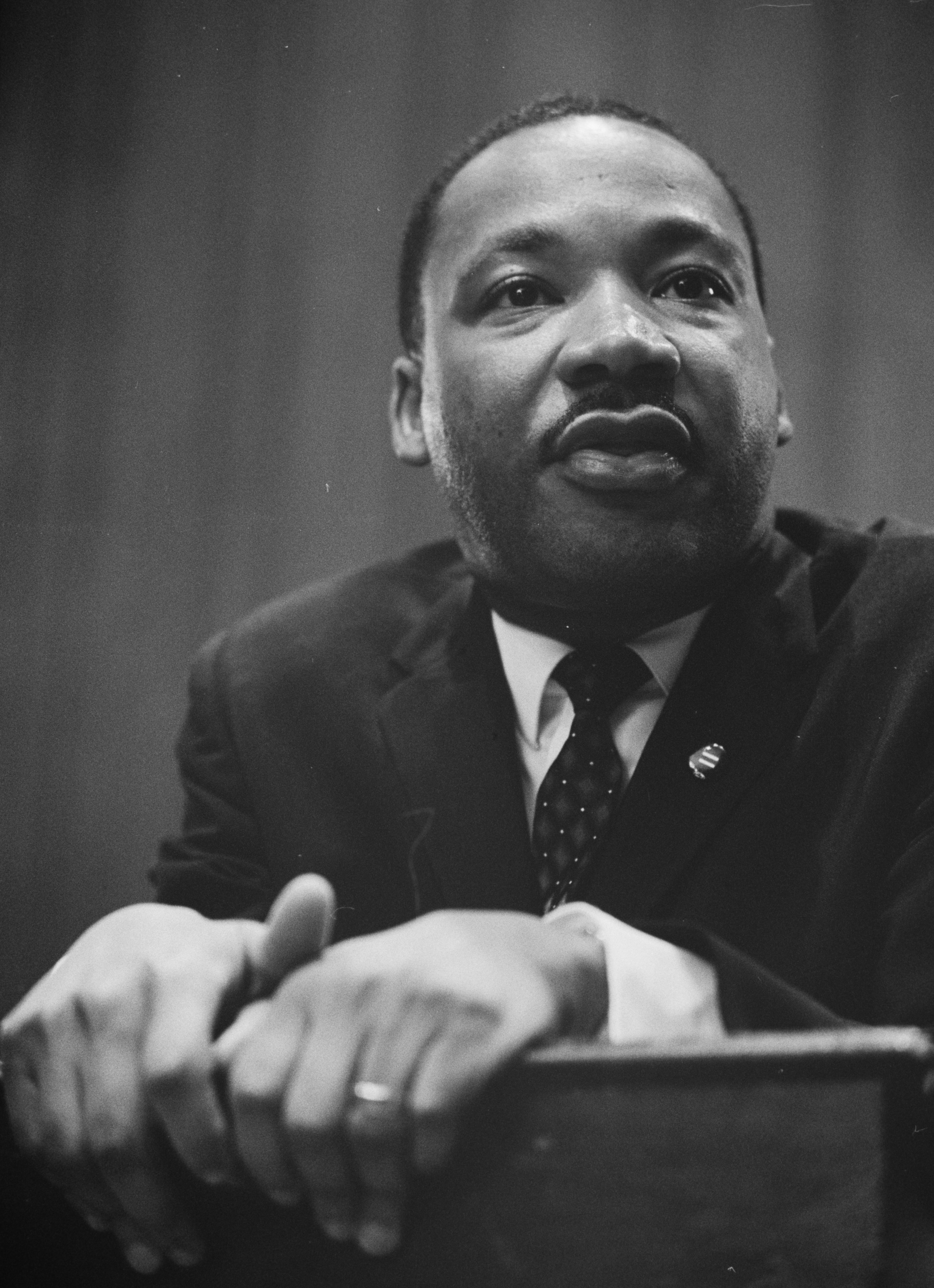
Martin Luther King, Jr. fotografato nel 1964.

La lettera dalla prigione di Birmingham, o lettera dal carcere di Birmingham, è una lettera aperta scritta il 16 aprile 1963 da Martin Luther King. King scrisse la lettera dal carcere di Birmingham, in Alabama, dove era incarcerato per la sua partecipazione ad una protesta non violenta contro la segregazione razziale.

## Contesto
La lettera è una risposta alla dichiarazione scritta da otto religiosi il 12 aprile intitolata A Call For Unity. Gli autori (un ebreo, un cattolico e sei evangelici, tutti bianchi) erano consapevoli che le ingiustizie sociali esistevano, ma si auguravano che la battaglia contro la segregazione razziale si combattesse solo nei tribunali, non nelle strade. King rispose che senza l'azione diretta e non violenta come la sua, non si sarebbero mai potuti ottenere dei veri diritti civili. Nella lettera scrive che «Questo "aspettate" significa quasi sempre "mai"». Inoltre King scrive che non solo la disobbedienza civile è giustificata dalla presenza di leggi ingiuste, ma «abbiamo anche la responsabilità morale di disobbedire alle leggi ingiuste: io concordo con sant'Agostino nel ritenere che "una legge ingiusta non è legge"».
La lettera fu pubblicata per la prima volta il 12 giugno 1963, a cura di The Christian Century, e il 24 giugno all'interno di The New Leader. Fu ristampata subito dopo in The Atlantic Monthly. King incluse il testo completo della lettera nel suo libro del 1964 Why We Can't Wait.

## Citazioni
La lettera include la famosa dichiarazione «L'ingiustizia che si verifica in un luogo minaccia la giustizia ovunque», così come le parole attribuite a William E. Gladstone citate da King: «la giustizia ottenuta troppo tardi è giustizia negata».